# Pieter Kieft
Dr. Pieter Kieft (De Rijp, 15 april 1897 – 17 januari 1980) was een Nederlands germanist.

## Levensloop
Kieft was leraar aan de hbs en mms in Hilversum. Hij woonde aan de Amersfoortsestraatweg in Bussum, in een huis ontworpen door Willem Dudok. Het was het laatste woonhuis dat Dudok ontwierp. In 1959 werd hij tijdelijk benoemd tot wetenschappelijk ambtenaar A voor het Duits aan de Rijksuniversiteit te Groningen. Hij publiceerde tal van veelgebruikte publicaties voor het onderwijs in het Duits.
Kieft promoveerde in 1938 aan de Universiteit van Amsterdam. De titel van zijn proefschrift was Heinrich Heine in westeuropäischer Beurteilung. Seine Kritiker in Frankreich, England und Holland.

## Publicaties (selectie)
- 1938: Heinrich Heine in westeuropäischer Beurteilung, Zutphen: W.J. Thieme en Cie [6]
- 1939 Übersetzungen Deutsch-Holländisch für die oberen Klassen höherer Lehranstalten I-II (Duitse leergang onder redactie van P. Kieft; met dr. J.J. Loopstra)
- 1939-40: Duitse spraakkunst I-II (Duitse leergang onder redactie van P. Kieft; met dr. A.P. Kieft)
- 1939-40: Duitse oefeningen I-III (Duitse leergang onder redactie van P. Kieft; met dr. A.P. Kieft)
- 1941: Wilhelm Tell. Ein Schauspiel in fünf Aufzügen - Für den Schulgebrauch neu bearbeitet und herausgegeben (Deutsche Bücherei hg. von Dr. P. Kieft) (8e druk in 1965)
- 1941: Schritt für Schritt. Einführung in den kaufmännischen Schriftwechsel (Duitse leergang onder redactie van P. Kieft; met L.T. van Bree en P.W. Burger)
- 1947: Beknopt leerboek der Duitse taal
- 1948: De vertaling Duits-Nederlands op het practijkexamen
- 1955: Het vijfjarig diploma: een tweede Duitse spraakkunst met oefeningen voor het eindexamen Duits der Handelsavondscholen met 5-j.c. en voor ander voortgezet economisch onderwijs
- 1960: Uloduits (met F.C. de Joode)
- 1960: Duits voor het economisch onderwijs deel 2a
- 1961: Duits voor het economisch onderwijs deel 2b oefeningen
- 1962: Duits voor het gymnasium: spraakkunst en oefeningen (met J.H. Slangen)
- 1962-65: Duits voor hbs, lyceum en hbs (4 delen)
- 1964/65: Das deutsche Wort: Idiom für Kandidaten Deutsch l.o. en m.o.a. (met medewerking van P. Burger)
- 1968: Het praktijkdiploma: een reeks leerboeken voor de opleiding tot de praktijkexamens
- 1970: Niederländisch-Deutsch für Kandidaten Duits l.o.
- 1970: Praktische deutsche Lautlehre (met dr. P.E. Boonstra)
- 1972: Büro und Beruf: een nieuwe Duitse leergang voor het economisch en voor het beroepsonderwijs
- 1972: Triade: een vertaalboek voor de opleiding Duits m.o. A en voor de universitaire opleidingen
- 1973: Deutsche Synonyme
- 1973: Wortbedeutung. Ein Lehrbuch für angehende Deutschlehrer
- 1974: Deutsch mal einfach: een beknopte, systematische leermethode voor mavo, havo en vwo
- 1975: Auf Deutsch gesagt: een audio-intuïtieve leermethode voor het voortgezet onderwijs
- 1975: Die schriftliche Prüfung: schriftelijke oefenstof voor de examenklassen van scholen voor voorbereidend wetenschappelijk onderwijs (vwo) en scholen voor hoger algemeen vormend onderwijs (havo)
- 1976: Wort und Satz: een tweetal idiomatische leerboekjes voor het voortgezet onderwijs
- 1976: Die Zwischenstufe: eine erste Sprachlehre mit Aufgaben für angehende Deutschlehrer
- 1977: Der zweite Weg: een Duitse leergang voor volwassenen (met geluidsbanden) (met L. Knol)
- 1978: Auf Deutsch gesagt: Kleine Grammatik
- 1979: Kurz und klar: een zeer beknopte, systematische leermethode voor het voortgezet onderwijs